# Weißfisch

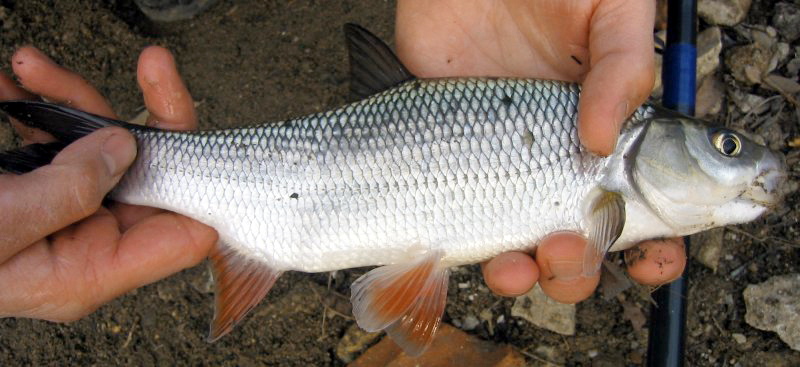
Aland

Als Weißfische werden traditionell verschiedene meist kleinere, silbrig-weiß gefärbte Arten der Karpfenfische (Cyprinidae) zusammengefasst. Der Begriff stellt keine biologische Klassifikation dar, sondern gehört der Angler- und Küchensprache an. Gemeinhin werden jedoch die Arten der Unterfamilie Leuciscinae als Weißfische bezeichnet.

## Verwendung des Begriffs in der Süßwasser-Fischerei
Als Weißfische bezeichnet werden unter anderem Aland, Brachse (Brasse, Blei), Güster, Zobel, Zope, Frauennerfling, Perlfisch, Zährte, Döbel und Rapfen als einzige räuberische Art, Barbe, Mairenke, Schneider, Strömer, Nase, Sichling, Elritze, Rotauge (Plötze), Rotfeder, Karausche, Giebel, Moderlieschen, Hasel, Gründling, Bitterling und Ukelei.
Weißfische gehören zusammen mit Karpfen und Schleien zu den Friedfischen, die sich im Gegensatz zu den Raubfischen nicht von anderen Fischen ernähren, sondern von kleinen Pflanzen und Larven.
Die Grenzen sind jedoch fließend, größere Karpfen, Döbel und Alande fressen teilweise zu bestimmten Jahreszeiten oder auch gewässerspezifisch Fischbrut und Jungfische.
Der Weißfisch wird im Allgemeinen dem hochwertigeren Edelfisch gegenübergestellt, mit lokalen Abweichungen, welche Fischart in welche Gruppe fällt.
Weißfische sind Beutefische von Hecht, Zander, Flussbarsch, Wels etc. und können aufgrund ihrer großen Population oft in Massen gefangen werden.
Es werden entsprechend spezielle Angelmethoden angewendet, wie die Posenangelei mit Wagglerpose und Matchrute, das Feederangeln, Stippfischen und so weiter.
Weißfische sind oft sehr wohlschmeckend, doch ihr Fleisch enthält zahlreiche feine Gräten, weshalb sie als Speisefische nicht sehr geschätzt sind. Wenn man sie jedoch an den Seiten vom Rücken bis zum Bauch mit einem scharfen Messer in kurzen Abständen etwas einschneidet, werden die Gräten in kurze Stücke zerteilt, so dass sie sich gebraten oder gebacken gefahrlos, ohne dass die Gräten zu spüren sind, verzehren lassen. Eine weitere traditionelle Zubereitungsart ist das Marinieren in Essig oder Zitronensaft, wodurch sich der Kalk in den Gräten auflöst und diese aufgeweicht werden.

## Verwendung des Begriffs im internationalen Handel

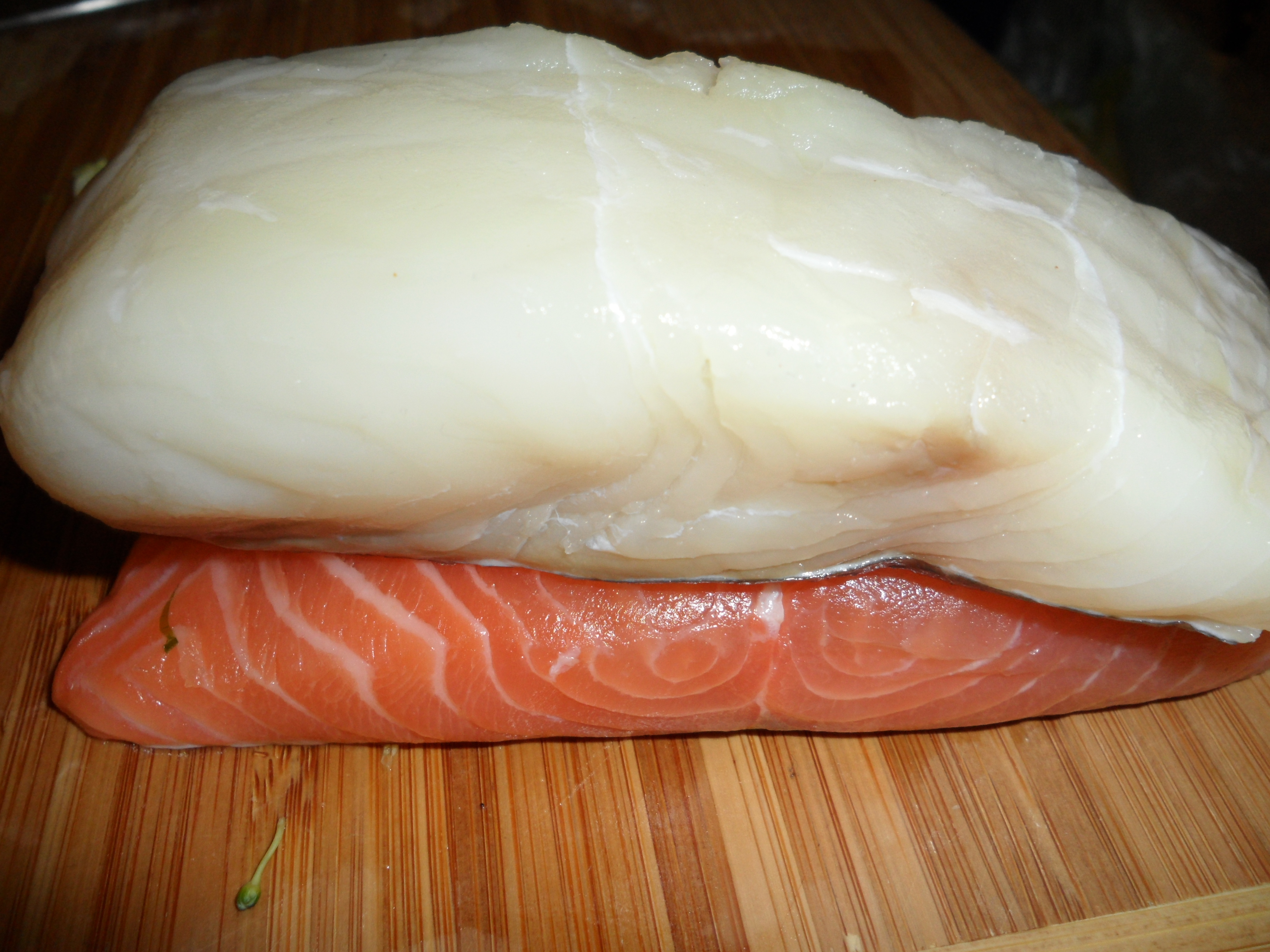
Ein Weißfisch-Filet (Heilbutt) im Vergleich zu einem Fettfisch (Lachs)

Im Fischhandel wird der Begriff Weißfisch (als Lehnübersetzung des englischen Whitefish) im Sinne von mageren, weißfleischigen Fischen – vorwiegend Dorsche und Plattfische – verwendet, die zu Filets, Fischstäbchen und anderen Fischprodukten verarbeitet werden.
Als Weißfische werden in diesem Zusammenhang bezeichnet:
- Pangasius,
- Scholle, Heilbutt und andere Fische der Familie der Schollen und Plattfische,
- Kabeljau (Dorsch), Schellfisch, Wittling, Köhler (Seelachs), Pazifischer Pollack (Alaska-Seelachs) und andere Fische der Familie Dorsche,
- Hechtdorsch, Hoki und andere Seehechte,
- Rutilus kutum und andere Karpfenfische.

Weißfische unterscheiden sich von den meist pelagisch lebenden Fettfischen darin, dass sie sich überwiegend in der Nähe des Meeresbodens aufhalten und kaum Fettreserven in Muskelfleisch und Eingeweiden, sondern überwiegend in der Leber bilden.
Nährwerte von typischen Weißfisch-Filets (pro 100 g):
- Energie: 560 kJ (134 kcal)
- Fett (g): 6
- Kohlenhydrate (g): 0
- Fibers (g): 0
- Protein (g): 19
- Cholesterin (mg): 60